# Roula Khalaf
Pour les articles homonymes, voir Khalaf.
Roula Khalaf (en arabe : رولا خلف) est une journaliste libanaise.  Elle a été journaliste de Forbes, puis du Financial Times et en est devenue rédactrice adjointe et chef du service international. En novembre 2019, il a été annoncé qu'elle succéderait début 2020 au rédacteur en chef du Financial Times, Lionel Barber, devenant la première femme à la tête de la rédaction de ce quotidien.

## Biographie
Roula Khalaf naît à Beyrouth, au Liban. Elle y grandit pendant la guerre civile. Elle effectue des études aux États-Unis, obtient un diplôme de l'université de Syracuse et de l’université Columbia, à New York.
Elle commence sa carrière comme rédactrice pour le magazine Forbes à New York, et travaille pour eux pendant plusieurs années,.
Roula Khalaf, et ses investigations pour Forbes dans le milieu financier, sont cités dans l’ouvrage de l’ex-courtier Jordan Belfort, The Wolf of Wall Street, publié en 2008 : « les attaques de la presse ont commencé en 1991, lorsqu'une journaliste insolente du magazine Forbes, Roula Khalaf, m'a décrit comme une version tordue de Robin des Bois, qui vole les riches et donne à lui-même et à sa bande de courtiers. Elle méritait un A pour l'intelligence, bien sûr ». Elle inspire le personnage fictif d'Aliyah Farran (interprétée par Sandra Nelson) dans le film Le Loup de Wall Street, sorti en 2013, que Martin Scorsese a tiré de cet ouvrage.
Elle travaille pour le Financial Times à partir de 1995, d'abord comme correspondante pour l'Afrique du Nord, puis comme correspondante pour le Moyen-Orient, rédactrice pour le Moyen-Orient et rédactrice pour l'étranger. En 2016, elle est promue rédactrice en chef adjointe du Financial Times. En plus de ses responsabilités de rédactrice en chef adjointe, elle continue à écrire et commenter régulièrement les affaires mondiales,. Elle encourage une politique de féminisation du lectorat de ce quotidien d’information,. Depuis 2018, un quart au minimum des tribunes publiées par ce journal sont rédigées par des expertes. Et un logiciel alerte les journalistes quand un article ne cite aucune femme, ou quand la une du site ne montre que des hommes.
MIse en honneur à plusieurs reprises durant son parcours, en particulier pour ses analyses et reportages sur le Moyen-Orient, elle est sélectionnée en 2011 dans la liste finale du prix The Foreign Reporter of the Year Category of the Press Awards, pour sa couverture du Printemps arabe, mais n’en est pas la lauréate. Elle l’est, par contre, en 2013, avec trois autres de ses collègues du même journal, pour leurs investigations sur le Qatar.
Lors du départ de Lionel Barber, le rédacteur en chef du journal en janvier 2020, il est annoncé qu'elle lui succédera,,.
En 2021, le consortium de journalistes Forbidden Stories révèle qu'elle est intégrée en 2018 à la liste des potentielles cibles du logiciel espion Pegasus, vraisemblablement à l'instigation des Émirats arabes unis.